# Fiorentino Sullo
Fiorentino Sullo (Paternopoli, 29 marzo 1921 – Salerno, 3 luglio 2000) è stato un politico italiano.
Fu anche protagonista della vita sportiva di Avellino, diventando presidente dell'Unione Sportiva Avellino 1912 dal 1950 al 1952.

## Biografia

### Origini e formazione
Nacque il 29 marzo 1921 a Paternopoli, in provincia di Avellino, da genitori di Castelvetere sul Calore: il padre Clorindo era un maestro elementare, che insegnava in quel periodo nel comune natio, mentre la madre Giulia Emilia Calienno era una casalinga, in una famiglia della piccola borghesia (ma di origine operaia), con saldi principi religiosi cattolici.
Frequentò le scuole elementari e medie a Castelvetere sul Calore, continuando gli studi ad Avellino, dove seguì gli studi ginnasiali e liceali presso il Convitto nazionale "Pietro Colletta", primo assoluto al XV Premio italo-americano indetto fra tutti i liceali italiani. S'iscrisse poi al corso di studi in lettere e filosofia presso l'omonima facoltà universitaria dell'Università di Napoli, laureandosi con il massimo dei voti nel gennaio del 1944, con una tesi sulla storia del Risorgimento. Prima però, si arruolò nel Regio Esercito e combatté in Sicilia contro gli americani dove si distinse nella battaglia di Gela. Dal 1944 al 1946 insegnò storia e filosofia negli istituti superiori. Sempre all'Università di Napoli si laureò in giurisprudenza nel marzo del 1949, con una tesi in scienze delle finanze.

### Politica, gli attacchi personali e i contrasti interni alla DC
Proveniente dall'Azione Cattolica, nel 1944 fu eletto segretario provinciale della Democrazia Cristiana di Avellino. Fu eletto all'Assemblea Costituente nel 1946 per la Democrazia Cristiana. In quanto deputato più giovane, all'apertura della seduta inaugurale fu designato segretario dell'assemblea. Fu rieletto deputato nel 1948, e nel 1949 fu eletto nel Consiglio Nazionale del partito. Inizialmente afferente alla corrente dei dossettiani, nel 1956 si schierò con la corrente della "Sinistra di Base", alleanza che durò fino al congresso della DC della provincia di Avellino del gennaio 1964. Nel 1969 fondò una propria corrente personale, "Nuova sinistra", che al congresso nazionale della Democrazia Cristiana del giugno di quell'anno ebbe il 2,6 per cento dei voti dei delegati. 
Il 12 ottobre 1963, in accordo con il presidente del Consiglio Giovanni Leone, nominò la commissione di inchiesta sul disastro del Vajont, che s'insediò due giorni dopo, con il compito di accertare le cause della catastrofe.
Il suo partito non si spese per difenderlo dalla campagna diffamatoria che era stata lanciata contro di lui da alcuni avversari politici nel suo collegio elettorale e che prendeva di mira la sua vita privata. In realtà, la diceria sulla presunta omosessualità di Sullo era stata fatta circolare fin dal 1960 a opera del settimanale di destra Il Borghese al fine di minare la credibilità del ministro in un'epoca in cui prevaleva una mentalità omofoba, e forse fu alimentata anche da esponenti del suo stesso partito.
Nel dicembre 1963 rifiutò il ministero del Lavoro e della Previdenza sociale che gli era stato offerto dal presidente del consiglio Aldo Moro. Dal 30 marzo 1966 al 4 giugno 1968 fu presidente della commissione affari della Presidenza del Consiglio, affari interni e di culto della Camera dei Deputati. 
Mentre era ministro della Pubblica Istruzione del Governo Rumor I, nel pieno della contestazione studentesca arrivò a minacciare le dimissioni nel caso che il presidente del consiglio e il ministro degli Interni avessero ordinato, nonostante la contrarietà del rettore, l'occupazione da parte delle forze dell'ordine dell'Università degli Studi di Roma La Sapienza. 
In disaccordo con i colleghi di partito che in Irpinia si erano messi in luce nel corso degli ultimi anni (in primo luogo Ciriaco De Mita, con il quale i dissapori risalivano al 1958, Nicola Mancino, Gerardo Bianco, Giuseppe Gargani, Salverino De Vito e Attilio Fierro), chiese il rinvio del congresso provinciale. Sullo motivò la sua richiesta sul presupposto che in quei giorni sarebbe stato impegnato dalla presentazione in parlamento della riforma universitaria. Flaminio Piccoli, all'epoca segretario nazionale, non accolse la sua richiesta, e Sullo replicò dimettendosi dal governo (come nel marzo 1960, fu sostituito da Mario Ferrari Aggradi). Il congresso provinciale si concluse in una situazione di parità: su trenta delegati, una metà si schierò con Sullo, l'altra con De Mita e i suoi. Ma ormai i rapporti in seno alla DC avellinese si erano deteriorati in modo irrimediabile.
Non condivise la posizione della DC in occasione del referendum sul divorzio. E nel 1974, a seguito a ulteriori contrasti con il segretario Amintore Fanfani, che in quel periodo guidava la corrente a cui Sullo aveva aderito, prese addirittura le distanze dal suo partito, iscrivendosi al gruppo misto della Camera dei Deputati.
Non partecipò alle elezioni politiche del 1976. Nel 1978 fu nominato consigliere di Stato a turno esteriore dal IV Governo Andreotti nel 1978. Si candidò in quelle del 1979 con il PSDI. Risultò primo dei non eletti, ma entrò alla Camera grazie all'opzione di Pietro Longo per il collegio di Roma. Il 5 gennaio 1981 si distaccò dal PSDI e il 28 agosto 1982 entrò nel gruppo parlamentare della DC, il partito di provenienza.

### La conclusione della sua parabola politica e gli ultimi anni
Fino al 1981 fu presidente della commissione permanente Lavori Pubblici di Montecitorio. Il 7 gennaio 1982, anche in seguito a gravi divergenze il ministro dei Lavori pubblici Franco Nicolazzi Sullo lasciò il PSDI e, grazie anche a una riconciliazione con De Mita, in agosto rientrò nella DC. Ripresentatosi alle elezioni politiche del 1983 con la DC, fu eletto alla Camera per la nona volta. Dopo lo scioglimento anticipato delle Camere del 1987, a poche ore dal deposito delle liste elettorali decise di ritirare la sua candidatura. Da allora abbandonò la vita politica.
Negli ultimi anni si stabilì a Salerno, malato di diabete mellito, e rimase appartato fino alla morte, avvenuta nella stessa Salerno nel 2000. È sepolto a Torella dei Lombardi, in provincia di Avellino, paese d'origine della moglie Elvira de Laurentiis. il 10 luglio 2025, le salme di Fiorentino e della moglie Elvira, sono state traslate ad Avellino.

## Attività politica

### Il ruolo nella DC e gli incarichi di governo
Sullo fu uno delle personalità più importanti della Democrazia Cristiana non solo in Irpinia, ma anche sul piano nazionale, poiché contribuì all'affermazione del partito nell'immediato secondo dopoguerra. Considerato uno dei capi storici della sinistra democristiana, fu sottosegretario di Stato al Ministero della difesa nel governo Scelba (1954-1955), sottosegretario di Stato al Ministero dell'Industria e commercio nei governi Segni I e Zoli (1955-1958), sottosegretario di Stato al Ministero delle partecipazioni statali nei governi Fanfani II e Segni II (1958-1960). Nell'arco di questo lungo impegno parlamentare ottenne diversi ulteriori incarichi di Governo: Il 25 marzo 1960 fu nominato Ministro dei trasporti nel governo Tambroni, ma l'11 aprile decise di dimettersi insieme ad altri due ministri (i colleghi Giulio Pastore e Giorgio Bo), dal momento che il governo aveva ottenuto la fiducia solo grazie all'apporto determinante dei voti del Movimento Sociale Italiano.
Fu Ministro del lavoro e della previdenza sociale nel terzo governo Fanfani (1960-1962) e il Ministro dei lavori pubblici nel quarto governo Fanfani (1962-1963) e nel I Governo Leone (1963).
L'impegno che gli diede maggiore visibilità fu proprio la titolarità del dicastero dei Lavori pubblici. Nel marzo 1962 fu promotore di una proposta di riforma urbanistica molto avanzata. Anziché presentare la proposta di disegno di legge direttamente in consiglio dei ministri, il 7 settembre 1962 il presidente del consiglio Fanfani ritenne opportuno sottoporre il progetto al CNEL per la richiesta di un parere. Il parere, favorevole, fu reso il 14 febbraio 1963, a poche settimane dalla conclusione della legislatura. Ma a dare il colpo di grazia al tentativo di riforma, il 13 aprile del 1963, alla vigilia delle elezioni politiche previste il 28 aprile, uscì  sul Popolo un articolo nel quale  si affermava che nello schema di disegno di legge «non è in alcun modo impegnata la Democrazia Cristiana».
La stessa ostilità si ripropose nel 1969, quando il suo partito non sostenne in modo sostanziale la sua azione da ministro della Pubblica Istruzione. In quel periodo s'inasprì il rapporto conflittuale con Ciriaco De Mita che, marito della sua segretaria, fu sospettato di avergli sottratto la base di consenso in Irpinia. Ancora una volta Sullo rassegnò le dimissioni.

### Il piano regolatore di Roma del 1962
Nel giugno 1962 avvalendosi dei suoi poteri di Ministro dei lavori pubblici con un apposito decreto-legge (il D.L. 19 giugno 1962 n. 473) consentì l'adozione del piano regolatore di Roma che il commissario straordinario Francesco Diana del Comune si era rifiutato di firmare.
Fin dal suo insediamento al ministero di Porta Pia, Sullo aveva seguito in prima persona i lavori per dotare la Capitale di un nuovo strumento urbanistico generale, nominando un comitato di cinque consulenti esterni (Mario Fiorentino, Piero Maria Lugli, Vincenzo Passarelli, Luigi Piccinato e Michele Valori) incaricato di collaborare con gli uffici comunali. Nel corso dei sei mesi successivi al decreto-legge 473/62 il piano adottato (noto come "piano Sullo") fu ulteriormente perfezionato, e così il nuovo piano regolatore fu adottato dal consiglio comunale il 18 dicembre 1962, per essere definitivamente approvato con decreto ministeriale del 16 dicembre 1965. Più volte modificato, il piano del 1962 rimase in vigore fino al 2003.

### Il progetto della riforma urbanistica
Durante la gestione di Sullo del ministero dei Lavori pubblici fu approvata la legge 18 aprile 1962, n. 167 che nel corso della sua applicazione portò alla costruzione d'insediamenti di edilizia residenziale pubblica per oltre 5 milioni di abitanti. 
Sullo non riuscì a condurre in porto la riforma urbanistica in Italia, soprattutto per l'opposizione del suo stesso partito. Contro il suo progetto (cui uno dei principali ispiratori fu il futuro ministro Giuseppe Guarino) si sollevarono apertamente il Partito Liberale Italiano, la Confedilizia e la stampa di destra, in particolare Lo Specchio e Il Tempo. Quest'ultimo con toni virulenti arrivò ad attribuire al ministro l'intento di togliere il tetto ai proprietari della loro casa. E si scatenò perfino una campagna diffamatoria d'inusitata violenza da parte de Il Borghese, alimentata da elementi legati alla grossa proprietà fondiaria e forse anche da elementi legati ai servizi segreti. Sullo chiese di poter illustrare i contenuti del disegno di legge in televisione, ma gli fu negato .

### Le riforme nel campo dell'istruzione
Dal giugno al dicembre 1968 fu presidente del gruppo della Democrazia Cristiana alla Camera dei deputati. Tornò al governo il 13 dicembre 1968, come ministro della pubblica istruzione nel primo governo Rumor, ma si dimise il 24 marzo 1969, dopo pochi mesi. Non disponendo di tempi tecnici per poter portare a compimento una riforma dell'istruzione secondaria e di quella universitaria, riuscì ad adottare alcuni provvedimenti settoriali (nuovo esame di maturità, moltiplicazione delle sessioni di esame, possibilità di adottare dei piani di studio individuali, diritto di assemblea studentesca nelle scuole superiori, eccetera), in parte rimasti tuttora in vigore. Durante il suo mandato al dicastero dell'istruzione emanò il decreto ministeriale 20 gennaio 1969 che soppresse, a decorrere dall'anno scolastico 1968/1969, l'esame di ammissione per il passaggio dalla V classe ginnasiale alla I classe del liceo classico.
Uscito da anni dalla corrente della Sinistra di base, per qualche tempo guidò una piccola corrente, "Nuova sinistra", per poi aderire alla corrente "Nuove cronache" raccolta attorno ad Amintore Fanfani. Fu Ministro per il coordinamento delle iniziative per la ricerca scientifica e tecnologica nel I Governo Andreotti (1972) e Ministro per gli affari regionali nel II governo Andreotti (1972-1973).

### Il consorzio idricoAlto Caloree l'autostrada A16
Le opere che ha lasciato hanno dato all'Irpinia una dimensione adeguata sul piano dello sviluppo: come l'istituzione del consorzio idrico Alto Calore (sebbene un consorzio idrico interprovinciale nacque molti anni prima ad opera del prefetto Tamburini e dell'avv. Vincenzo Bruni, all'epoca podestà del comune di Montella, e all'atto della fine del secondo conflitto mondiale la rete idrica serviva da tempo i comuni consorziati). Sullo fu il promotore della realizzazione dell'Autostrada A16, e influì in modo determinante nella decisione del suo successore al Ministero dei lavori pubblici Giacomo Mancini affinché si realizzasse il raccordo Avellino-Salerno, con il risultato di collegare l'Irpinia a Napoli in modo più rapido.